# Glypta convexa
Glypta convexa är en stekelart som beskrevs av Dasch 1988. Glypta convexa ingår i släktet Glypta och familjen brokparasitsteklar. Inga underarter finns listade i Catalogue of Life.